# Voepass Linhas Aéreas
Voepass Linhas Aéreas – nieczynna brazylijska linia lotnicza z siedzibą w Ribeirão Preto. Do 2019 roku linia lotnicza nazywała się Passaredo Transportes Aéreos. Prowadziła usługi regionalne w Brazylii. Jej główną bazą jest lotnisko Leite Lopes w Ribeirão Preto. Według Krajowej Agencji Lotnictwa Cywilnego, w okresie od stycznia do grudnia 2023 roku Voepass Linhas Aéreas przewiozła 737 928 pasażerów i miała 0,3% udziału w rynku krajowym w zakresie przychodu pasażerokilometrów, co czyni ją czwartą co do wielkości krajową linią lotniczą w Brazylii.
11 marca 2025 r., tuż po północy, Brazylijska Narodowa Agencja Lotnictwa Cywilnego zawiesiła wszystkie operacje VOEPASS z powodu "niezgodności związanej z systemami zarządzania firmy przewidzianymi w przepisach". Zostało to ogłoszone w Komunikacie Prasowym na stronie internetowej ANAC.
Wczesnym popołudniem brazylijskie Ministerstwo Sprawiedliwości i Bezpieczeństwa Publicznego wydało komunikat prasowy stwierdzający, że "decyzja została podjęta po tym, jak firma nie naprawiła wad w swoich systemach zarządzania i nastąpiła kilka miesięcy po śmiertelnym wypadku w Vinhedo (SP). Pasażerowie, których dotyczy ten środek, muszą zostać ponownie zakwaterowani na innych lotach". 12 marca 2025 r. agencja informacyjna REUTERS opublikowała, że LATAM Airlines dąży do rozwiązania umowy codeshare z VOEPASS już w drugiej połowie tego roku.
24 czerwca 2025 ANAC ostatecznie wycofała licencję linii na wykonywanie operacji lotniczych.